# پادیلیکوکمادووا
پادیلیکوکمادووا (به لاتین: Padilikokmaduwa) یک منطقهٔ مسکونی در سری‌لانکا است که در استان جنوبی (سری‌لانکا) واقع شده‌است.